# Hadennia emmelodes
Hadennia emmelodes là một loài bướm đêm trong họ Noctuidae.